# Hortus Botanicus Amsterdam
Hortus Botanicus Amsterdam (em português:  Jardim Botânico de Amsterdã) é um jardim botânico nos Países Baixos, localizado no centro da cidade de Amsterdã. Ocupa uma área de cerca de 1,2 hectares e conta com mais de 4 mil plantas e árvores tropicais. Fundado no ano de 1638, é um dos mais antigos jardins botânicos do mundo.

## História

### Antecedentes
A ideia de criar um jardim botânico em Amsterdã surgiu em 1618 e partiu de um grupo de farmacêuticos e médicos que solicitou a sua fundação, a fim de melhorar o conhecimento das plantas medicinais para achar uma possível cura para doenças graves e mortíferas como a peste bubônica. No ano de 1638, a pandemia da peste bubônica na cidade havia terminada, mas Amsterdã foi assolada por outras doenças mortíferas. Em decorrência do alto número de mortos, o conselho da cidade de Amsterdã aprovou o plano de 1618 do grupo de profissionais de saúde.

### Fundação
O jardim botânico foi fundado pelo conselho da cidade de Amsterdã, durante a Era de Ouro Neerlandesa, mais precisamente em 12 de novembro de 1638, sob o nome de Hortus Medicus (em português: Jardim Medicinal) na Reguliershof. Após a fundaçào serviu como um jardim de ervas para proporcionar remédios para médicos e boticários para curar pessoas doentes.

### A origem da coleção
A coleção inicial do Hortus Medicus Amstelodamensis, foi reunida durante o século XVII com sementes e plantas enviadas dos territórios ultramarinos de Maurícia, Batavia, Ceilão, Bengala, Península de Coromandel e Suriname pelos comerciantes da Companhia Neerlandesa das Índias Orientais (VOC) pelo seu uso na medicina e pelas possibilidades para o comércio.

### Nova e atual sede
Em 1665, a coleção do Hortus Medicus foi reduzida e transferida para o complexo do antigo hospital Binnengasthuis. Durante a segunda metade do século XVII, com o fim das obras de construção de sua nova sede o jardim botânico de Amsterdã foi transferido para o bairro Plantagebuurt, próximo ao zoológico Artis e, ganhou uma função pública sob o nome de Hortus Botanicus Amsterdam. O prefeito de Amsterdã Joan Huydecoper van Maarsseveen, que na época era presidente da Companhia Holandesa das Índias Orientais (VOC), e o farmacêutico e botânico Jan Commelin foram os primeiros administradores do jardim botânico na nova sede.

### A gestão de Hugo de Vries
Foi constantemente ampliado e em 1877 tornou-se propriedade da Universidade de Amsterdã. Entre 1885 e 1918, o botânico Hugo de Vries tornou-se o diretor do Hortus Botanicus. Durante a sua gestão ele ampliou os espaços do jardim botânico e continuou com sua pesquisa sobre o cruzamento de plantas. O conselho de administração do jardim aprovou a construção da Estufa de palmeiras e do laboratório que leva o seu nome, a fim de manter o professor no cargo.

### Autonomia
Em 1987, quando a universidade parou de pagar suas despesas, o jardim estava à beira da falência, mas numerosos apoiadores da Associação Amigos do Hortus (Vereniging van Vrienden van de Amsterdamse Hortus) impediram seu fechamento. Posteriormente, o Hortus Botanicus passou a ser também apoiado pela Câmara Municipal de Amsterdã.

## Coleção

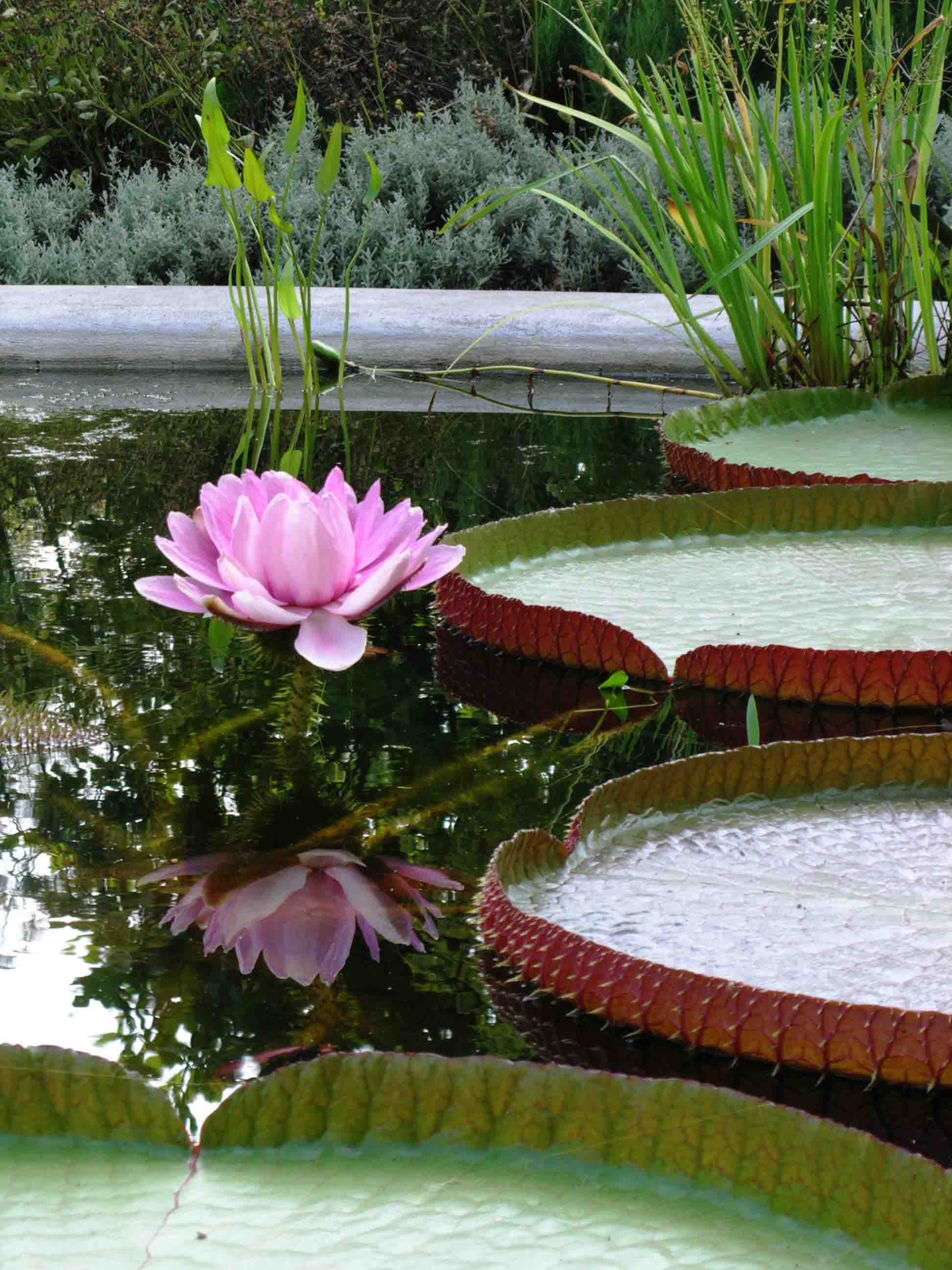
Vitórias-régias no Jardim Botânico de Amsterdã

Algumas espécies de plantas notáveis no Hortus:

### Coffea arabica
Uma simples muda de café, Coffea arabica, da coleção do Hortus Botanicus serviu como base para a totalidade das plantas de cultivo de café da América Central e da América do Sul.

### Victoria amazonica
O jardim botânico de Amsterdã possui exemplares da planta aquática vitória-régia, cujas alvas amadurecem durante a madrugada.

### Wollemia noblis
O jardim botânico possui também um exemplar de Wollemia nobilis. Essa planta é um fóssil vivo. Em 1994, foi encontrada pela primeira vez no estado australiano New South Wales.

## Literatura
- Ko van Gemert (2006). De Hortus: Een Wandeling door de Hortus Botanicus in de Amsterdamse Plantage. Fontaine Uitgevers. ISBN 90-5956-153-8